# 구보타 레나
구보타 레나(Rena Kubota, 久保田 玲奈, 1991년 6월 29일 ~ )는 일본의 오사카 부 출신의 여성 격투기 선수이다. 레나(RENA, レーナ)라는 링 네임을 사용하고 있다.